# 1540 en science
| Années de la science : 1537 - 1538 - 1539 - 1540 - 1541 - 1542 - 1543    |
| Décennies de la science : 1510 - 1520 - 1530 - 1540 - 1550 - 1560 - 1570 |

Cet article présente les faits marquants de l'année 1540 en science.

## Événements
- 15 janvier : le médecin André Vésale dissèque à Bologne le cadavre d'un singe et celui d’un homme et montre que l’appendice tel que le décrit Galien n’existe que chez le singe[1].

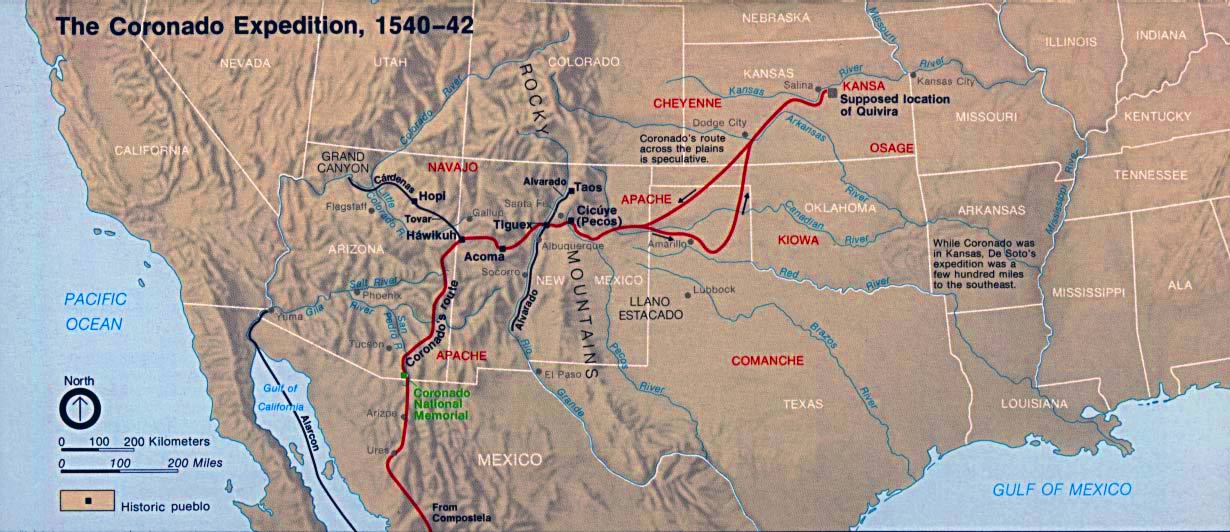
Localisation des expéditions de Coronado et de Alarcón

- 22 avril : départ de l'expédition de Francisco Vásquez de Coronado en Amérique du Nord[2].
- 9 mai : Hernando de Alarcón quitte Acapulco à la tête d'une escadre navale en direction du golfe de Californie, afin de ravitailler l'expédition de Coronado[3].
- 26 août : Hernando de Alarcón commence la remontée du fleuve Colorado jusqu'à la confluence avec la Rivière Gila. Il nomme ce fleuve río de Nuestra Señora del Buen Guía[3].

- Le chimiste Valerius Cordus réussit la synthèse de l'éther[4].

- Vers 1540 :
  - le mathématicien italien Lodovico Ferrari, élève de Cardan, développe une méthode pour résoudre les équations du quatrième degré[5].
  - création de École de cartographie de Dieppe, dirigée par Pierre Desceliers, alimentée par les nombreux relevés cartographiques des explorateurs envoyés par l'armateur Jean Ango (Thomas Aubert en 1508, Verrazzano en 1524, Jean et Raoul Parmentier en 1529)[6].

## Publications
- Petrus Apianus : Caesareum Astronomicum, 1540, Ingolstadt ;
- Theodoricus Dorstenius : Botanicon. Un herbier en latin ;
- Gemma Frisius :
  - Arithmetica practicae methodus facilis, Anvers, 1540,
  - Charta sive mappa mundi, dédiée à Charles Quint, Louvain, 1540,
  - De Astrolabio catholico, Anvers, 1540.
- Georg Joachim Rheticus : Narratio prima de libris revolutionum Copernici [7].

## Naissances

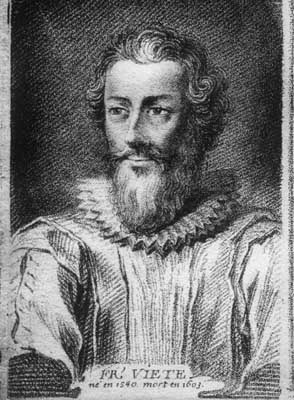
François Viète

- 28 janvier : Ludolph van Ceulen (mort en 1610), mathématicien allemand.
- 27 septembre : Ostilio Ricci (mort en  1603), mathématicien et architecte italien[8].

- Roch Le Baillif (mort en 1598), médecin français.
- Pieter Dirkszoon Keyser (mort en 1596), navigateur néerlandais.
- François Viète (mort en 1603), mathématicien français.
- Vers 1540 :
  - Willem Raets (mort vers 1576), marchand et mathématicien Anversois.
  - Peder Sørensen (en latin Petrus Severinus, (mort en 1602), médecin et alchimiste danois, disciple de Paracelse (1493-1541), auteur de Idea medicinæ philosophicæ (1571) sur la présence d’agents invisibles, cause des maladies.

## Décès
- 1er octobre : José de Acosta (mort en 1600), Jésuite espagnol, missionnaire et naturaliste.

- Tristan da Cunha (né vers 1460), navigateur portugais.
- Francisco de Ulloa, explorateur espagnol.